# Bácsszentgyörgy
Bácsszentgyörgy é um município da Hungria, situado no condado de Bács-Kiskun. Tem 14,74 km² de área e sua população em 2015 foi estimada em 139 habitantes.